# Cattedrale di Cristo Re (La Spezia)
La cattedrale di Cristo Re  è il più importante luogo di culto cattolico della Spezia, cattedrale della diocesi della Spezia-Sarzana-Brugnato.

## Storia
La Spezia diviene sede episcopale nel 1927, quando papa Pio XI istituì la nuova diocesi di Luni, ossia la Spezia, Sarzana e Brugnato. L'antica chiesa di Santa Maria Assunta fu elevata a procattedrale della nuova diocesi il 19 marzo 1929, ma si pensò subito alla costruzione di una nuova cattedrale. Il luogo scelto per l'edificazione fu la spianata del colle abbattuto negli stessi anni per unire i quartieri storici della città a quelli orientali e dove in precedenza vi era il convento dei Cappuccini.
Nel 1930 venne indetto un concorso, voluto dal vescovo Giovanni Costantini, al quale parteciparono 117 architetti con 92 progetti.
Il progetto vincitore fu quello presentato dall'architetto Brenno Del Giudice assieme al pittore Guido Cadorin, ma i lavori resteranno rinviati per più di venticinque anni, fino alla metà degli anni cinquanta. Del progetto Del Giudice-Cadorin fu realizzata soltanto la cripta.
La configurazione architettonicamente metafisica della piazza antistante nel frattempo era andata creandosi con la costruzione del Palazzo comunale (F. Oliva) e di quello degli Uffici governativi (G. Guidugli). In tale contesto il progetto vincitore risultava ormai obsoleto nel dopoguerra.
Il 22 marzo 1954 l'edificio fu intitolato civilmente alla Madonna pellegrina.
Di un nuovo progetto, nel 1956, fu incaricato l'architetto razionalista Adalberto Libera che si avvalse delle potenzialità offerte dalla posizione del luogo sopraelevato sulla vasta piazza Europa per enfatizzare la monumentalità dell'edificio religioso. La posa della prima pietra avvenne nel 1960, alla presenza del vescovo mons. Giuseppe Stella.
Alla morte di Libera, nel 1963, l'edificio non era ancora terminato e la prosecuzione della costruzione venne affidata al suo collaboratore, l'architetto spezzino Cesare Galeazzi, che lo riprese apportandovi alcune variazioni e lo portò a compimento nel 1975. 
La cattedrale fu consacrata e dedicata a Cristo Re dei Secoli il 3 maggio 1975 dal vescovo Giuseppe Stella, alla presenza del cardinale Giuseppe Siri.

## Descrizione

### Esterno
L'esterno dell'imponente edificio è fortemente caratterizzato dalla sua pianta circolare e dal paramento esterno che ha la forma dell'iperboloide a una falda, chiuso, privo di aperture e del tutto spoglio di decorazioni.
L'ampio sagrato, in parte piantumato e a giardino, è rivolto a monte e su di esso si aprono tre portali di accesso. La cattedrale si eleva fino alla altezza di 17 metri sulla centrale piazza Europa alla quale è raccordata da una serie di scalinate.

### Interno
All'interno dodici pilastri, alti otto metri, che simboleggiano gli apostoli, delimitano un ambulacro circolare racchiudendo l'ampia aula centrale che può contenere fino a 2.500 persone.

L’edificio ha una cupola ribassata del diametro di 50 metri.
L'interno riceve luce dall'oculo policromo posto al centro della vasta cupola, mentre una seconda fonte di luce proviene da una vetrata lungo la fascia perimetrale della sala.
La pavimentazione in marmo bianco e grigio, in leggero declivio, converge verso l'altare centrale in marmo bianco, mentre il presbiterio, pavimentato in marmo rosso, è leggermente sopraelevato.

### Apparato artistico
- Crocifisso ligneo del XVIII secolo, collocato al centro dell'aula liturgica
- Deposizione di Cristo, bronzo di Angiolo Del Santo
- L'altare, l'ambone e il tabernacolo posti a destra dell'altare, in marmo di Carrara, sono opera della scultrice Lia Godano.
- Il battistero, il coro capitolare, le panche e la penitenzieria sono eseguiti su disegno di Cesare Galeazzi.

Nel piano inferiore della cattedrale, si trova un ampio salone per conferenze.

### Cripta
Sotto i portici, al livello della piazza, si trova cripta, ambiente a volta progettato dall’architetto Brenno Del Giudice (1930). 
In essa sono conservati il reliquiario di San Venerio, le tombe della mistica spezzina Itala Mela e dei primi vescovi della diocesi, Giovanni Costantini (vescovo dal 1929 al 1943) e Giuseppe Stella (1898-1989, vescovo dal 1943 al 1975); in un ambiente collegato alla sacrestia della cripta si trova anche la tomba del terzo vescovo, Siro Silvestri (1913-1997, vescovo dal 1975 al 1989). 

Sempre nella cripta sono custoditi una croce capitolare e il ritratto del vescovo Stella, opere dello scultore Fabrizio Mismas.